# Rik Toonen
Hendrik ("Rik") Adriaan Toonen (Arnhem, 21 mei 1954) is een voormalig Nederlandse waterpolospeler.
Toonen nam als waterpoloër deel aan de Olympische Spelen van 1976. Hij eindigde hiermee met het Nederlands team op een derde plaats.
In de competitie speelde Toonen voor Neptunus Arnhem. Na zijn actieve waterpolocarrière is Toonen onder ander waterpolocoach geworden.
Alex Boegschoten · 
Ton Buunk · 
Andy Hoepelman · 
Evert Kroon · 
Nico Landeweerd · 
Hans Smits · 
Gijze Stroboer · 
Rik Toonen · 
Jan Evert Veer · 
Hans van Zeeland · 
Piet de Zwarte · 
Ivo Trumbić (Bondscoach)